# Sharp megye
Sharp megye az Amerikai Egyesült Államokban, azon belül Arkansas államban található. Megyeszékhelye Ash Flat, legnagyobb városa Cherokee Village. Lakosainak száma 17 271 fő (2020. április 1.). Sharp megye Oregon, Independence, Fulton, Izard, Randolph és Lawrence megyékkel határos.

## Népesség
A megye népességének változása:
| Lakosok száma | 17 278 | 17 277 | 17 037 | 17 049 | 16 912 | 17 271 |
|               | 2010   | 2011   | 2012   | 2013   | 2015   | 2020   |